# Aaron Hicks
Aaron Michael Hicks (nascido em 2 de outubro de 1989) é um jogador profissional de beisebol que atua como campista central pelo Los Angeles Angels da Major League Baseball (MLB). Fez sua estreia na MLB em 1º de abril de 2013 com o Minnesota Twins.